# Vingt-quatre Heures de la vie d'une femme (film, 2002)
Pour les articles homonymes, voir Vingt-quatre Heures de la vie d'une femme (homonymie).
Pour plus de détails, voir Fiche technique et Distribution.
Vingt-quatre Heures de la vie d'une femme est un film français réalisé par Laurent Bouhnik en 2001 et sorti en 2002.

## Synopsis
L'action se déroule dans une ville de la Côte d'Azur en trois époques, du début du XXe siècle jusqu'en 1980. Marie Collins-Brown, une veuve trentenaire inconsolable, rencontre Anton, un jeune Polonais accro au jeu qui a fui son pays. Bouleversée par sa folie du jeu et son désarroi après avoir tout perdu, elle tente en vain de le sauver.
Une vingtaine d'années plus tard, au cours d'un séjour dans la même ville, Marie raconte cette intense et brève relation à Louis, un adolescent révolté contre sa mère qui s'est enfuie avec un amant.
La troisième époque nous montre Louis devenu un vieillard et qui ne pense qu'à sa mort prochaine. Un jour, dans un casino, il fait la connaissance d'Olivia, une jeune fille belle et pleine de vitalité.

## Fiche technique
- Titre : Vingt-quatre Heures de la vie d'une femme
- Réalisation : Laurent Bouhnik
- Scénario : Laurent Bouhnik et Gilles Taurand, d'après la nouvelle Vingt-quatre Heures de la vie d'une femme de Stefan Zweig
- Musique : Michael Nyman
- Photographie : Gilles Henry
- Montage : Hervé de Luze et Jacqueline Mariani
- Décors : Tanino Liberatore
- Genre : Drame et romance
- Dates de sortie :
  -  Canada : 7 septembre 2002 (Festival de Toronto)
  -  France : 8 janvier 2003
  -  Belgique : 5 février 2003

## Distribution
- Agnès Jaoui : Marie Collins Brown
- Michel Serrault : Louis
- Clément Van Den Bergh : Louis jeune
- Bérénice Bejo : Olivia
- Nikolaj Coster-Waldau : Anton
- Bruno Slagmulder : Hervé
- Frances Barber : Betty
- Pascal Greggory : joueur casino
- Valérie Dréville : Henriette
- Serge Riaboukine : Maurice
- Chloé Lambert : pensionnaire
- François Caron : pensionnaire blond